# Andrzej Krzycki
Andrzej Krzycki herbu Kotwicz (Krzycko Małe, 7 luglio 1482 – Skierniewice, 10 maggio 1537) è stato un arcivescovo cattolico e teologo polacco esponente di spicco del Rinascimento, autore di opere in Latino, ma anche in Polacco.

## Biografia
Nato a Krzycko Małe, un piccolo paesino vicino Święciechowa, studiò presso l'Università di Bologna, dove imparò Latino e Italiano. Nel 1501, tornato in Polonia, intraprese la carriera ecclesiastica abbandonando le proprie composizioni. Le riprese nel 1512 in occasione del matrimonio tra Sigismondo I di Polonia e Barbara di Celje, quando celebrò in versi l'avvenimento. Celebrò più volte re Sigismondo in tante occasioni, come, ad esempio, dopo la vittoria di Orsza. In quella occasione s'ispirò alle Epistolae Heroidum di Ovidio. Intraprese una fitta corrispondenza con molti intellettuali rinascimentali, tra i quali spiccano Erasmo da Rotterdam e il cardinale tedesco Alberto di Hohenzollern, cui condannò l'adesione al Protestantesimo. Nel 1522 prese ufficialmente parte al dibattito avviato da Lutero, condannando tutte e 95 le sue celebri tesi. La sua ultima opera, il De Asiana Dieta, criticava molti usi e costumi della Polonia.

## Genealogia episcopale e successione apostolica
La genealogia episcopale è:
- Vescovo Jan Konarski
- Arcivescovo Andrzej Krzycki

La successione apostolica è:
- Vescovo Mikolaj Brolinski (1533)
- Vescovo Johannes Dantiscus (1533)